# إسعاف سانت جون ايرلندا

إسعاف سانت جون ايرلندا طوارئ القديس جون في ايرلندا التي كانت تُعرف سابقاً بِغرفة القديس جون للطوارئ في ايرلندا وهي مُؤسسة خيريّة تطوعيّة في ايرلندا.ولأسباب دستورية فإن هَذه المُؤسسة ليست لَديها العُضوية الكاملة في مؤسسة القديس جون والحركة الدّولية للطوارئ للقديس جون. تُكرس المُؤسسة مُساعداتها لِتدريس وممارسة الطَّب وتنخرط في تدّريب المُساعدات الأولية للعامة وتزويد المُساعدات الأولية والطوارئ في الأحداث العامة، ونقل المرضى وتقديم المُساعدات للمجتمع.

## المُنظمة
مُؤسسة القديس جون هي واحدة من ضِمن المُؤسسات الوطّنية التي تأخذ طّابع شِبه عسكري حيثُ يُشرف على أنشطتها مجلس الأُمناء ويترأسها حالياً بيل فليمنج. ويترأسها الطاقم التنفيذي للمُؤسسة المُفوض المُعَين مِن قِبَل المجلس حيثُ قام المجلس عام 2014 بتعين الأستاذ جون مغز الذي كان يشغل منصب نائب الرئيس البروفسور باتريك بلنكيت الذي شغل منصّب الرئيس منذ عام 2008 إلى عام 2013.
يَضُم الطّاقم التنفيذي نائب المُفوض وعدد من مُساعدي المُفوَضين ورئِيس الطاقم المَسؤول عن عدد من المَناطق التي تُغطِيها أنشِطة المُؤسسة.
تُقسم المُؤسسة وفقاً للعمليات التي تَقوم بِها والمَناطق التي تُغطيها، إلى أقسام مُتعددة يترأسها عدد من المُشرفين يتراوح عدَدهُم بينَ 10_30 عُضو.
يقوم بمساعدة المُشرفين عدد مِن ضُّباط الأقسام والجراحين وعدد من ضُّباط الصف من الجيش وهؤلاء يُشَكِلون الإدارة الوُسطى للمُؤسسة، وهناك قسم آخر يَضم الأطباء المُزَاولين للمهنة والمُمَرِضات المُسجلين في النقابة.
تقع هَذِه الأقسام في المُدن والمُحافظات في ايرلندا وتَضُم أقسام أُخرى تقع في مَدينة دبلن وأقسام أُخرى تقع في كل من دروغيدا، مايو، كافان، شمال كيلدير، جنوب كيلدير، مدينة كورك، غلانمر، ليمريك.

## مُفوضي اللِواء
تولى رِئاسة المُؤسسة ثَمانية مُفوضين مُنذُ عام 1903:
الأول هو القديس جون لمسدن وتولى رِئاستها مُنذُ عام 1903إلى 1944، والثاني هو انتوني كونر وتولى رِئاستها مُنذُ عام 1944 إلى عام 1951، الثالث هو ويليام سميث (نائب المُفوض) تولى رِئاستها مُنذُ عام 1951 إلى عام 1955، الرابع هو دوغلاس مونتغمري وتولى رِئاستها مُنذُ عام 1955 إلى عام 1974، الخامس هو ديريك روبنسون والذي تولى رِئاستها مُنذُ عام 1974 إلى شهر يونيو من العام 2008، السادس هو هيو كالفن (نائب المُفوض) الذي تولى رِئاستها مُنذُ شهر يونيو عام 2008 إلى شهر يوليو عام 2008، السابع هو بلنكيت باتريك الذي تولى رِئاستها مُنذُ شهر يوليو 2008 واستقال عام 2013، الثامن هو جون هيوز الذي تولى رِئاستها مُنذُ عام 2014.

## تاريخ المُؤسسة
كان يُستخدم شِعار المُؤسسة مُنذُ عام 2012 حيثُ تم إستبداله (الذي يستخدم حالياً في المناسبات)،
وهو يشبه الشعار المُستخدم سابقاً مِن قِبَل القديس جون في إنجلترا وَلكن بِدون رسمة التنين.
تُعنى مُنظمة القديس جون بتدّريب رِجال الشُرطة والأفراد من العامة على إعطاء المُساعدات الأولية حيثُ تم إنشاء المركز في دبلن عام 1881 وإنشاء مركز آخر تابع لَهُ في بلفاست عام 1886.
شهِدت السنوات اللاحِقة إنشاء مُؤسسة القديس جون للطوارئ (التي تُعتَبر فِرع من المُؤسسة)، حيثُ ضَمّت عدد من المُتطوعين المُنظمين المُستعدين لِتقديم المُساعدات الأولية للمَرضى والجرحى.
قام السيد «الآن» عام 1892 بتأسيس أول قِسم للمُؤسسة والذي كان يُدّعى بِبلفاست فرقة النار للطوارئ.
ومُنذُ العام 1914، كانت هَذه الأقسام تُدار كجُزء من الفرقة رقم 4 (شمال غرب إنجلترا).
وتم تأسيس أول قِسم والذي عُرِف لاحقاً بدولة ايرلندا الحُرّة في دبلن تحتَ قيّادة السيد جون لمسدن في مصّنع جينيس عند بوابة السيد جيمس في دبلن، تم الطّلب من لمسدن عندما تم تعيينَهُ المسوؤل الطّبي لجينس بتقديم دُروس في المُساعدات الأولية للعاملين في المصّنع، هَذه الدُروس أصبحت وحدة من هَذهِ المُنظمة في المصنع.
ظهرت عام 1905 فكرة تأسيس أول قِسم يَضُم عامة الشعب بعدَ حادثة إنفجار بورغ وقد أُطلق عليه اسم قِسم مدينة دبلن للطوارئ، حيثُ يُعتبر أول قِسم يضُم عامة الشعب كأعضاء.
وفي عام 1909 تم السماح للنِساء بالانضمام في قسم التمريض، قسم دبلن للتمريض حيثُ إنضمت «ايلين بلاندفورد» للقسم عام 1913 ثم في عام 1914 أصبحت سكرتيرة المُقاطعة والتي كانت تعمل بِشكل مُباشر مع السيد جون لمسدن، ونتيجة لِخدماتها في الحرب في فرنسا عام 1918 تم منحها منزِلة الأُخُت الخادِمة لِمُنظمة السيد جون، كان لايلين دور بارز في ميدان ميريون حيثُ شَهِدّت تغييُرات أساسية لِدورها البارز بالإضافة لِعَملها بتأسيس دائرة رعاية الفرقة، تزوجت لاحِقاً ايلين من «سيتون برينجل» وهو جراح المُقاطعة.
إشتركت الفرقة بالعديد من الأحداث المُهمة في التّاريخ الايرلندي بما يَضُم مُعالجة الجرحى من الاشتباكات خلال الإغلاق الكامل في دبلن عام 1913.
تم فصل الأقسام في ايرلندا عن القطاع رقم 4 لِكي يُشَكِلوا مُنظمتهم الخاصة في الفرقة وهي مُقاطعة ايرلندا رقم 12 حيثُ كان لمسدن المُفوض عليها.
خَدَمت الكثير من الأعضاء معاً إلى جانب متطوعي الصّليب الأحمر في الحرب العالمية الأولى كجُزء من كتائب الجيش التطوعيّة والتي قدمت المُساعدات الطّبية للجرحى في القتال.
وفي عام 1916 وخِلال أحداث الثّورة التي قامت في ايرلندا ضّد البريطانيين، أصبحت هَذه الفرقة دائمة في دبلن حيثُ قامت بِمُعالجة الجرحى من كِلا الطّرفين وإطعام وتقديم المُساعدات للنازِحين.
قامت الدُّكتورة «ايلا ويب» بتقديم المُساعدة خِلال هَذه الثّورة حيثُ إنضّمت للفرقة عام 1914 حيثُ قامت بإنشاء مُستشفى للطوارئ في المَقر الرَّئيسي للفرقة في ميدان ميديون 14 خِلال الثّورة وكانت تقوم بِزيارة المُستشفى بِشكل يومي خِلال الأحداث.
تم إعطاء لمسدن لقب القائد الفارس مِن قِبل جورج الخامس وفي نفس الوقت تم إعطاء الدُّكتورة ايلا لقباً يُعد الثالث منزِلة في الإمبراطورية البريطانية.
قام لمسدن أيضاً بِتشجيع الأعضاء للتبرع بالدّم وقام بالإعلان بالصُحف الايرلندية الرّسمية لِتشجيع الناس لإنشاء مُؤسسة للتبرع بالدّم لِخدمة المُستشفيات في دبلن حيثُ عُرِفت فيما بَعد بِمُؤسسة نقل الدّم عام 1948.
قامت المُؤسسة عام 1922 بِدّور أساسي في الحرب الأهلية الايرلندية حيثُ قامت بِخدمة كٍلاّ الطّرفين. وفي السنة التالية تم تأسيس قِسم الطّلاب العسكريين الذّين تتراوح أعمارُهم من عشرة إلى سبعة عشرَ عاماً، بعد تأسيس دولة ايرلندا الحُرّة عام 1923، كتب لمسدن إلى رئيس مجلس الدّولة طّالباً منه إنهاء تحكُم لندن والصّليب الأحمر البريطاني بالمُؤسسة.
وفي عام 1939 تم تأسيس الصّليب الأحمر الايرلندي حيثُ كان لمسدن من أول الأعضاء في مؤسسة الصّليب الأحمر.
بعد تقسيم ايرلندا تم إعادة تنظيم الأقسام في ايرلندا الشماليّة عام 1924 لِتشّكيل مُنظمة إدارية مُستَقلة تحتَ إدارة كل من الأطباء: دكتور ماك كوريل والدكتور تود.
تم أتخاذ الترتيبات اللازمة عام 1945 لِكي تُصبح مُستقلة تماماً في بريطانيا حيثُ تم دّمج المُؤسسة والفرقة مع دولة ايرلندا الجنوبيّة لِتَكوين هيئة جديدة حيثُ تم تسجيل فرقة القديس جون للطوارئ في ايرلندا ضِمن مُنظمة القديس جون كوحدة واحِدة.

## الزّي المُوّحد
تم الإعلان عن الزّي المُوّحد الجديد كُلياً للفرقة عام 2012، حيثُ كان الزّي للأعضاء وضُّباط الصف العسكرين يتكون من جزمة سوداء وبنطال أسود وحِزام عليه صّليب القديس جون على المشبك مع قميص أبيض ذو عُنُق مَفتوح لِعُمال العمليات وقميص ذو ياقة للملابس الرّسمية تُرافقها ربطة عُنق بالإضافة إلى جاكيت أسود وقُبعة (قُبعة كرة القاعدة لِمُوظفي العمليات وقُبعة عليها حِزام أبيض للملابس الرّسمية)، لم يكن للطُّلاب العسكريين قميص ذو قُبة مفتوحة أو قُبعة لديها حِزام لِذا يّرتدون قميص وربطة وقُبعة كرة القاعدة للملابس الرّسمية والعمليات.
الزّي الرّسمي للضُّباط المسؤولين هو سُترة سوداء مع بنطال مع حِذاء أسود وقميص وربطة وقُبعة ذات شريط أسود.
ومُنذُ وجود مُؤسسة القديس جون للطوارئ في إنجلترا مُنذُ القرن التاسع تم نقل هذا النمط من عدّة إصدارات لِشرطة متروبولتن رقم 1.
يتم إرتداء جاكيت بِلا أكمام مع رداء أخضر من قِبل جميع المرتبات عند الحاجة.